# Lithocarpus trachycarpus
Lithocarpus trachycarpus är en bokväxtart som först beskrevs av Paul Robert Hickel och Aimée Antoinette Camus, och fick sitt nu gällande namn av Aimée Antoinette Camus. Lithocarpus trachycarpus ingår i släktet Lithocarpus och familjen bokväxter. Inga underarter finns listade.